# اوه مان سوک
اوه مان سوک (کره‌ای: 오만석؛ زادهٔ ۳۰ ژانویه ۱۹۷۵) بازیگر اهل کره جنوبی است. از جمله مجموعه‌های تلویزیونی که او در آنها ایفای نقش کرده‌است می‌توان به بک دونگ سو دلاور، عشق وحشی و خانم اوه دیگر اشاره کرد.